# 朴涗診
朴涗診（韓語：박세진，1996年09月06日—），或譯朴世珍，韓國女演員、模特兒。2013年參加SBS超級模特選拔大賽後出道，從事模特工作。

## 演出作品

### 劇集
| 年份 | 播放平台       | 劇名                          | 角色   | 備註  |
| 2016 | JTBC           | 《魔女寶鑑》                  | 矅飛   | [ 2 ] |
| 2016 | Naver TV Cast  | 《千年戀愛中》                | 諮詢女 |       |
| 2016 | MBC Plus Media | 《My Runway》                 |        |       |
| 2020 | SBS            | 《Hyena：富豪辯護人》         | 夫賢娥 | 配角  |
| 2021 | tvN            | 《High-class》                | 黃娜昀 | 主演  |
| 2024 | tvN            | 《O'PENing—胸罩帶子掉下來了》 | 朴有美 | 配角  |

### 電影
| 年份 | 片名                        | 角色     | 性質  | 備註     |
| 2017 | 《The Silence of the Dogs》 | 女示威者 | [ 6 ] | 短篇電影 |
| 2018 | 《Figure Love》             | 徐希珠   | 主演  |          |
| 2019 | 《再見，未成年》            | 允兒     | 主演  | [ 7 ]    |
| 2021 | 《小房間裡的少女》          | 希珠     | 主演  |          |
| 2023 | 《闇黑對決》                | 宋丹雅   | 配角  | [ 8 ]    |

## 外部連結
- 官方网站
- 朴涗診的Instagram帳戶
- 朴涗診在NAVER上的资料
- 朴涗診在Daum上的资料
- 朴涗診在韩国电影数据库（KMDb）上的資料（韓語）
- 朴涗診在互联网电影资料库（IMDb）上的資料（英文）
- 朴涗診在HanCinema的頁面（英文）